# 蟲紋犁齒䲁
波犁齒䲁（學名：Entomacrodus vermiculatus），又稱波間頸鬚䲁，為輻鰭魚綱鳚形目䲁科犁齒䲁屬的一種，分布於西印度洋塞席爾群島與馬爾地夫、東印度洋聖誕島海域，深度0至2公尺，本魚體延長形，稍側扁，似圓柱狀，頭鈍短，頭頂無冠膜，頸部無葉片狀皮瓣，僅有一低皮褶，鼻鬚掌狀分支，眼上有觸鬚，上唇邊緣內側光滑，背鰭與尾柄相連，整體為墨綠色，全身布滿深色蠕蟲紋路，及白色斑塊，背鰭硬棘13枚、背鰭軟條15-17枚、臀鰭硬棘2枚、臀鰭軟條16-18枚，體長可達18公分，成魚棲息於潮間帶的岩石區，當遇到危險時會以一前一後的跳躍方式在潮池間移動，雌魚產附著性卵，雄魚有護卵行為，幼魚為浮游性，生活習性不明。